# Zygaena punctum
Zygaena punctum is een vlinder uit de familie bloeddrupjes (Zygaenidae). De wetenschappelijke naam is voor het eerst geldig gepubliceerd in 1808 door Ochsenheimer.

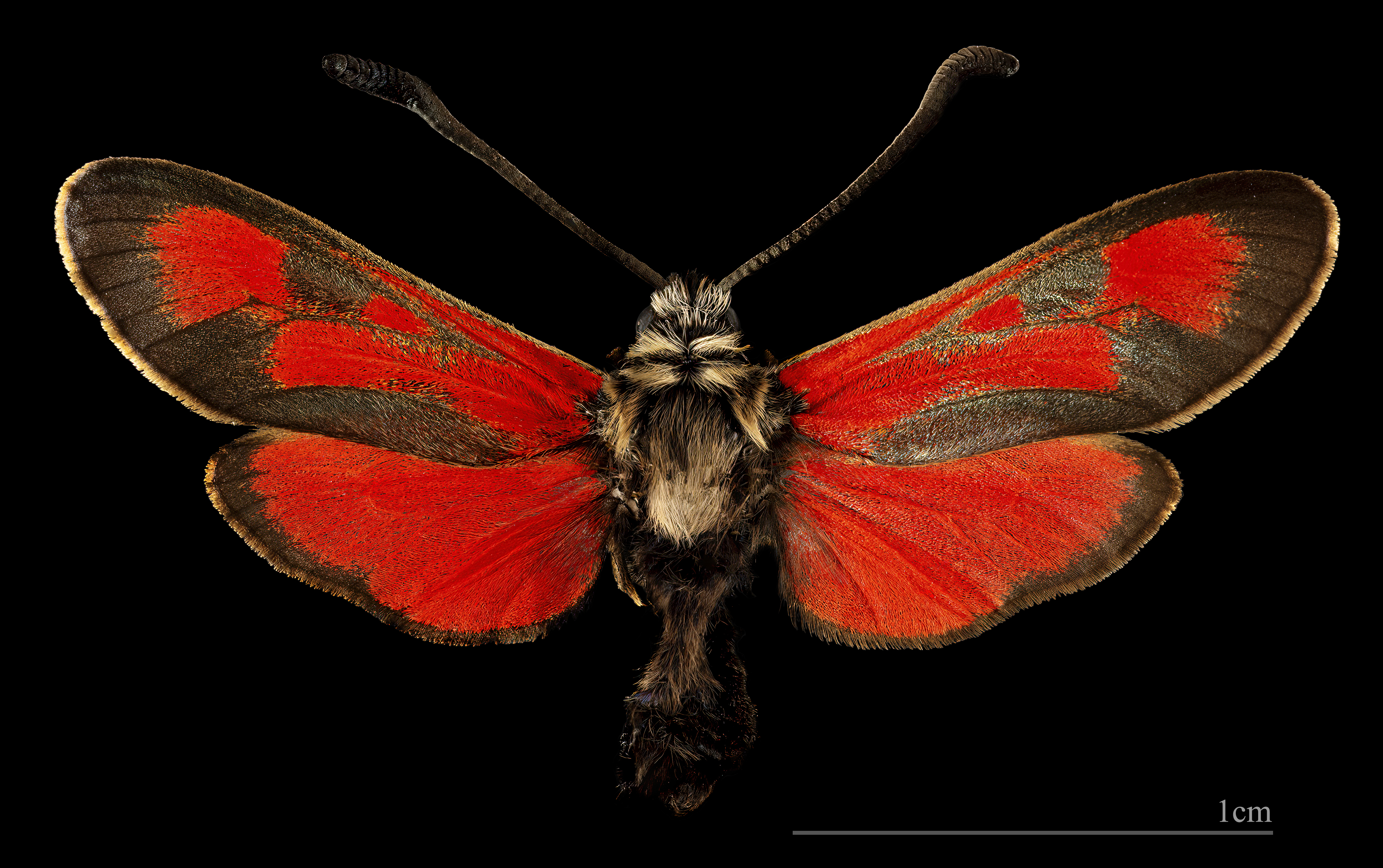
♀
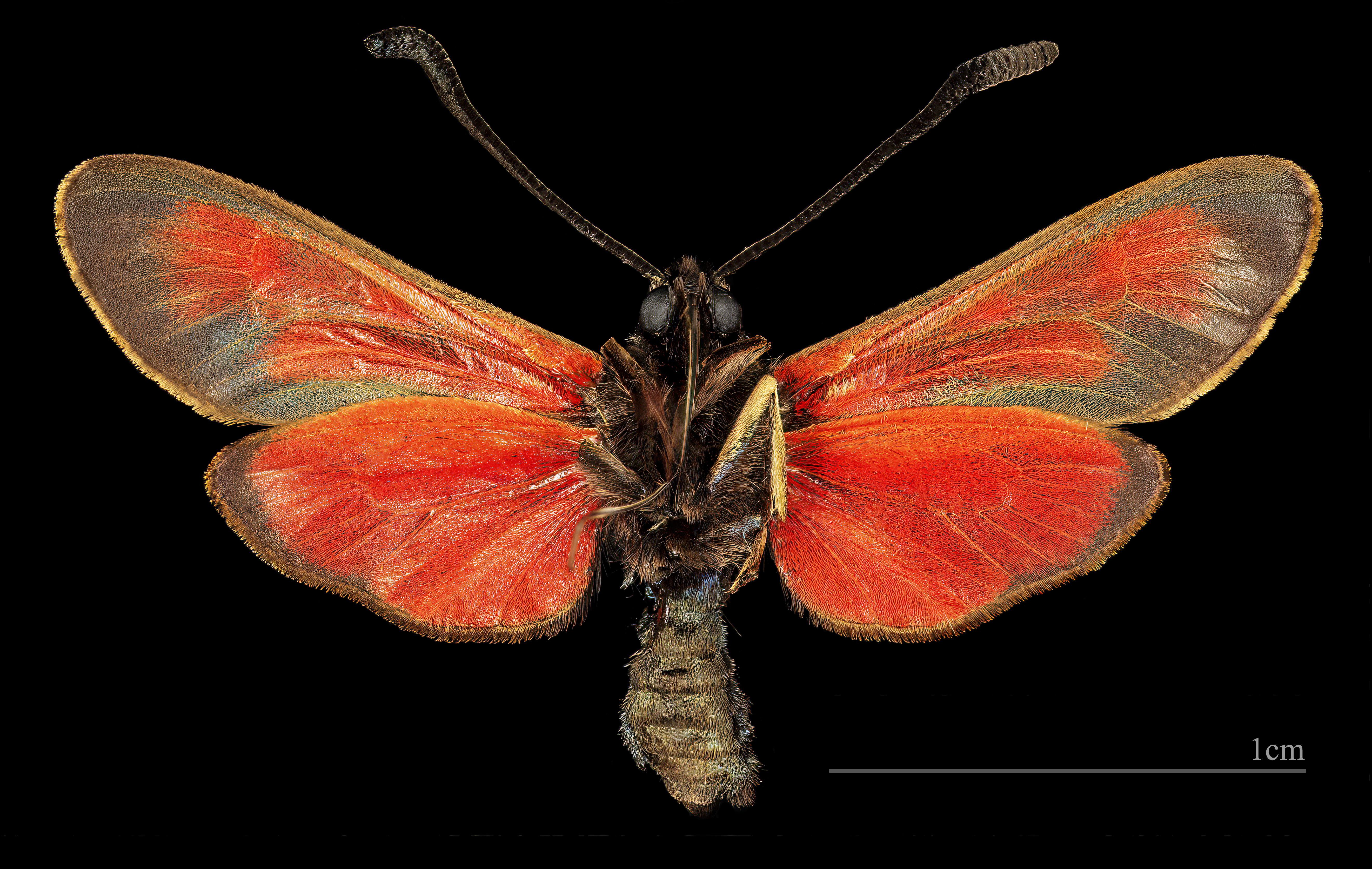
♀ △

De soort komt voor in Europa.